# Liste der Kulturdenkmale in Luxemburg (Stadt)

Wappen der Stadt Luxemburg

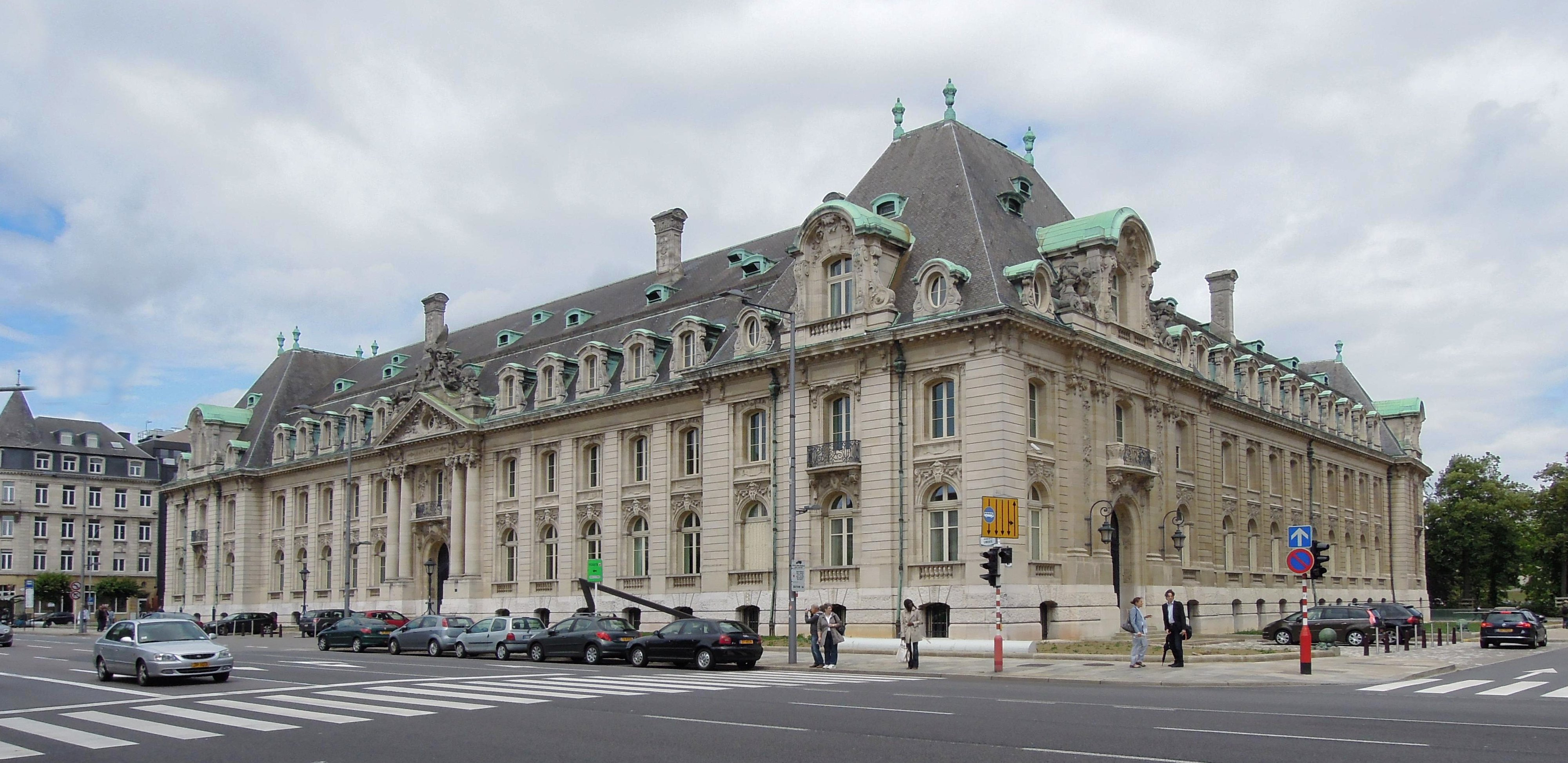
Der ehemalige Sitz von Arcelor-Mittal steht heute unter Denkmalschutz

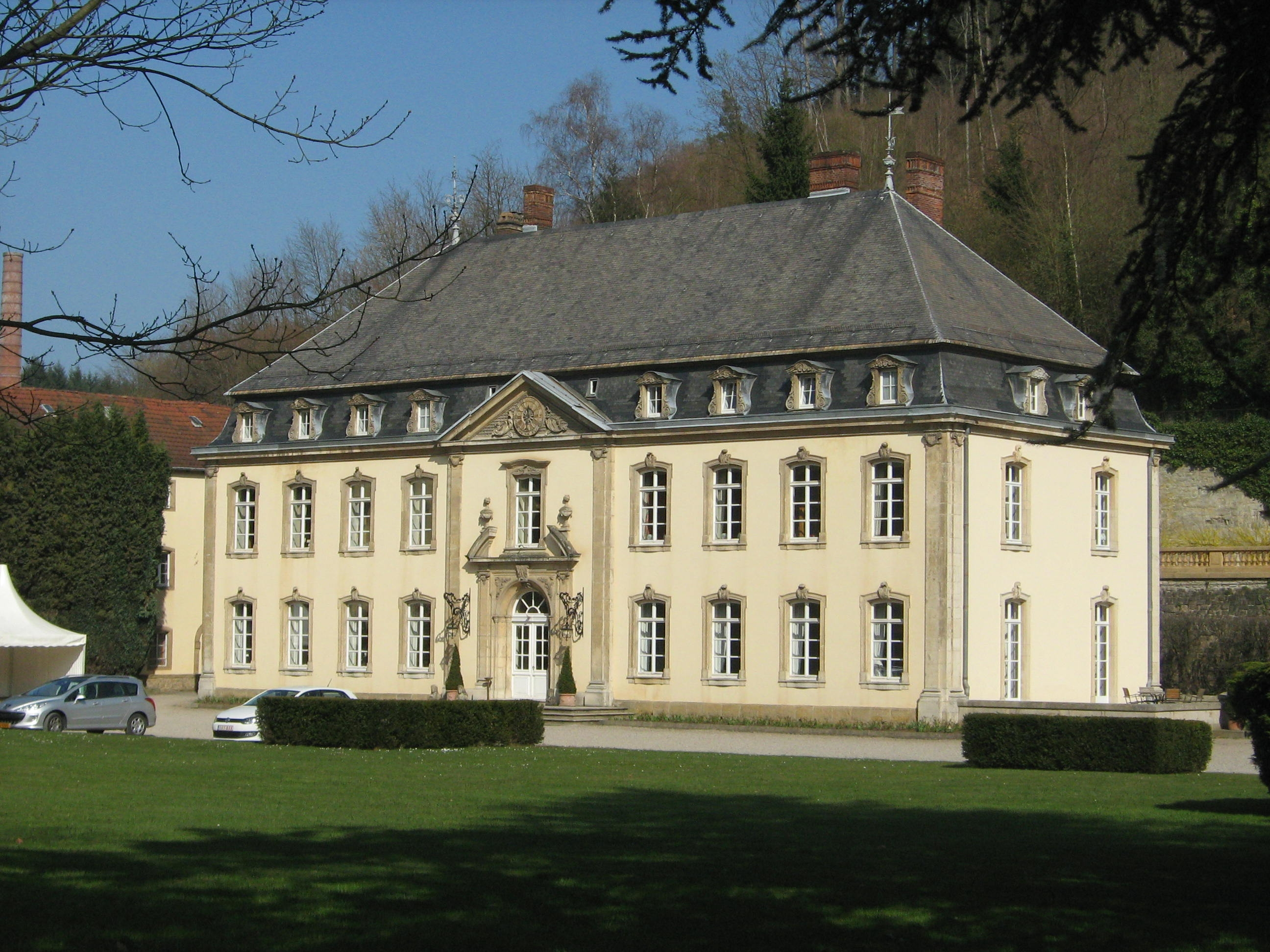
Schloss Siebenbrunnen war einst Sitz der Unternehmerfamilie Boch

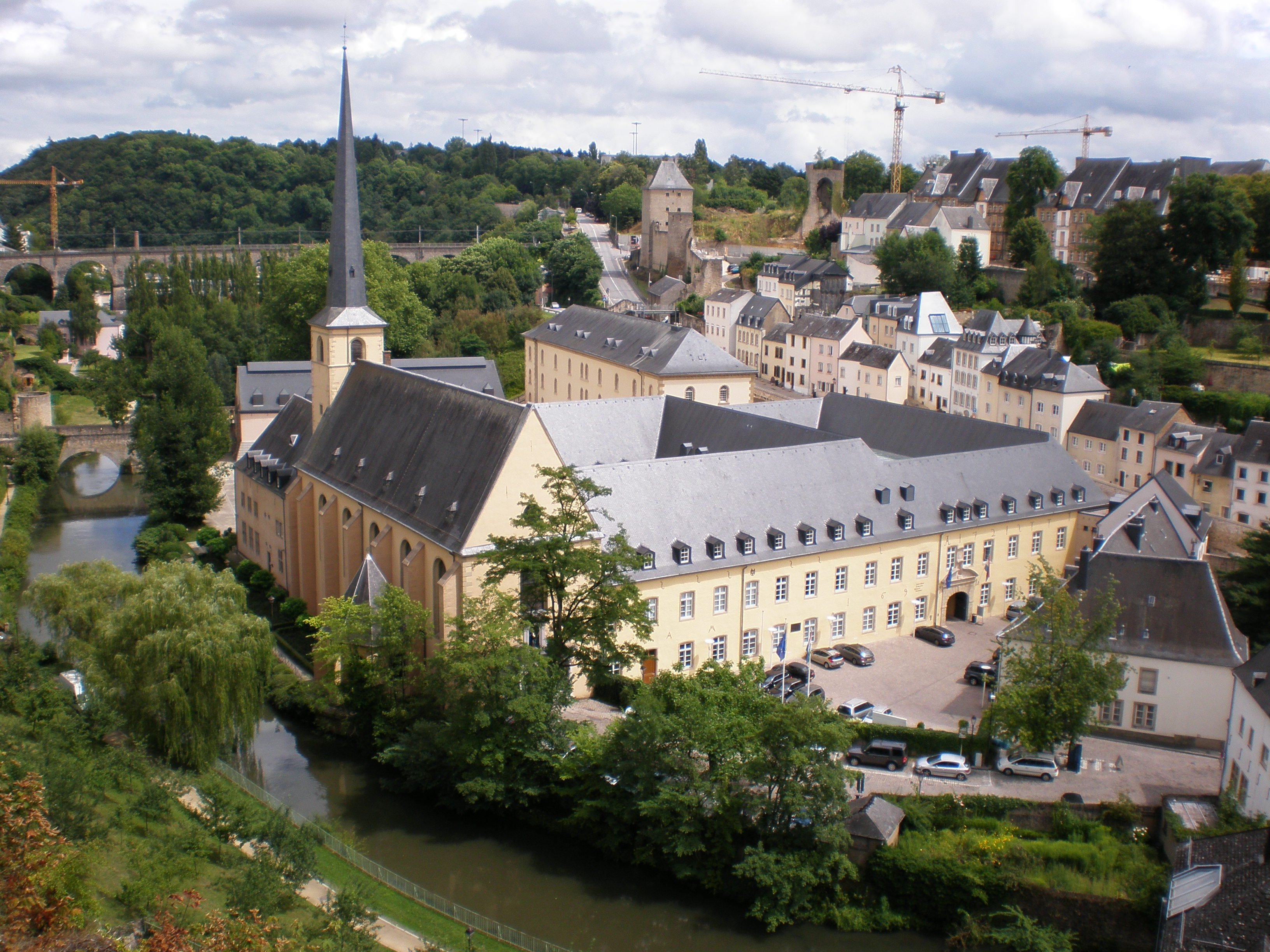
Die ehemalige Abtei Neumünster mit der Johanneskirche ist heute kulturelles Zentrum der Stadt

In der Liste der Kulturdenkmale in der Stadt Luxemburg sind alle Kulturdenkmale der luxemburgischen Stadt Luxemburg aufgeführt. Grundlage der Einzellisten sind die in den jeweiligen Listen angegebenen Quellen.

## Aufteilung
Wegen der großen Anzahl von Kulturdenkmalen ist diese Liste in Teillisten nach den offiziellen Stadtbezirken aufgeteilt. 
| Stadtbezirk                                                       | Karte |
| ----------------------------------------------------------------- | ----- |
| Bahnhofsviertel                                                   |       |
| Beggen                                                            |       |
| Belair                                                            |       |
| Bonneweg (Stadtteile Bonneweg-Nord/Verlorenkost und Bonneweg-Süd) |       |
| Cents                                                             |       |
| Clausen                                                           |       |
| Dommeldingen                                                      |       |
| Eich                                                              |       |
| Gasperich                                                         |       |
| Grund                                                             |       |
| Hamm                                                              |       |
| Hollerich                                                         |       |
| Kirchberg                                                         |       |
| Limpertsberg                                                      |       |
| Merl                                                              |       |
| Mühlenbach                                                        |       |
| Neudorf-Weimershof                                                |       |
| Pfaffenthal                                                       |       |
| Pulvermühle                                                       |       |
| Rollingergrund                                                    |       |
| Oberstadt                                                         |       |
| Weimerskirch                                                      |       |
| Zessingen                                                         |       |